# Salles (Lot-et-Garonne)
Salles ist eine französische Gemeinde mit 287 Einwohnern (Stand 1. Januar 2022), die Sallois genannt werden, im Département Lot-et-Garonne in der Region Nouvelle-Aquitaine (vor 2016: Aquitanien). Sie gehört zum Arrondissement Villeneuve-sur-Lot und zum Kanton Le Haut Agenais Périgord.

## Geographie
Die Gemeinde Salles liegt an der Lède, ca. 20 Kilometer nordöstlich der Stadt Villeneuve-sur-Lot in deren Einzugsbereich (Aire urbaine) in der historischen Provinz Agenais.
Umgeben wird Salles von den sechs Nachbargemeinden:
|                    | Gavaudun                                    |                  |
| Montagnac-sur-Lède | Kompassrose, die auf Nachbargemeinden zeigt | Cuzorn           |
| Monségur           | Condezaygues                                | Monsempron-Libos |

## Einwohnerentwicklung
Nach Beginn der Aufzeichnungen fiel die Einwohnerzahl bis zur Mitte des 19. Jahrhunderts auf einen Stand von rund 700. In der Folgezeit sank die Größe der Gemeinde bei kurzen Erholungsphasen bis zu den 1960er Jahren auf rund 400 Einwohner, bevor nach einer Phase des Rückgangs, die Einwohnerzahl wieder stieg
| Jahr                       | 1962 | 1968 | 1975 | 1982 | 1990 | 1999 | 2006 | 2013 | 2022 |
| -------------------------- | ---- | ---- | ---- | ---- | ---- | ---- | ---- | ---- | ---- |
| Einwohner                  | 385  | 353  | 330  | 313  | 289  | 257  | 300  | 290  | 287  |
| Quellen: Cassini und INSEE |      |      |      |      |      |      |      |      |      |

## Sehenswürdigkeiten

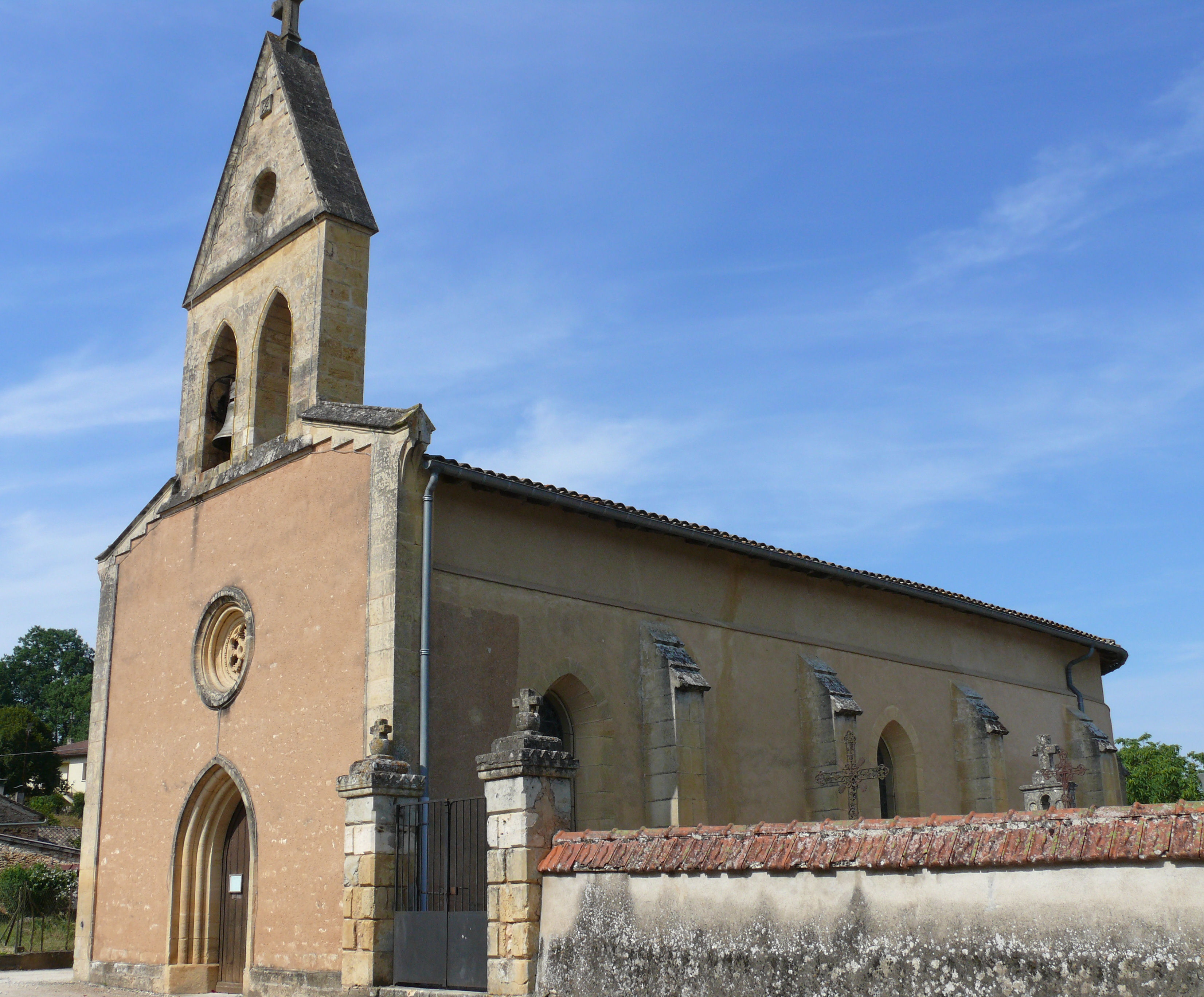
Kirche Saint-Vincent

- Kirche Saint-Vincent